# Pablo Contreras
Pablo Andrés Contreras Fica (Santiago, 11 de septiembre de 1978) es un exfutbolista chileno que se desempeñaba como defensa central o volante defensivo.  En 2014 sacaría el título de Director Deportivo en España, logrando ser gerente deportivo del Club Rodelindo Román hasta el año 2019.
Tras debutar en la primera división chilena con Colo-Colo en 1997, desarrolló una dilatada carrera en el extranjero, defendiendo equipos en países como Argentina, Francia, España, Portugal o Grecia, donde cosechó importantes títulos como la Ligue 1, las Supercopas tanto francesa como portuguesa y la Super Liga de Grecia. También tuvo un breve regreso a su club de origen en Chile. Su última aventura fue en el fútbol oceánico, en las filas del Melbourne de Australia, en donde anunció su retiro en 2014. Ese mismo año, la Asociación Nacional de Fútbol Profesional de Chile reconoció la carrera de Contreras en la anual gala del fútbol chileno. Fue capitán en varios de sus equipos como Colo-Colo, PAOK Salónica, Olympiacos. y Celta de Vigo, al igual que en la selección chilena.
Formó parte de la delegación chilena que obtuvo medalla de bronce en los Juegos Olímpicos de 2000, mientras que a nivel adulto participó en la Copa del Mundo de 2010, como también en tres Copa América (1999, 2007 y 2011).

## Carrera

### Colo-Colo (1997-1999)
Debutó profesionalmente en Colo-Colo en el año 1997, donde desde joven comenzó a ganarse un puesto con el también defensa David Henríquez y siendo "apadrinados" por el experimentado central Pedro Reyes. Ya en 1998, con 23 partidos y 1 gol, se convirtió en un baluarte en la zaga colocolina. Con este club, consiguió 2 títulos, el clausura 1997 y el torneo nacional de 1998.

### Mónaco (1999-2000)
Tras la Copa América 1999, crece el interés de varios equipos, especialmente uno, el cual manda un ojeador a verle en el partido de Chile contra México. Su gran manejo, ya sea como defensa central o volante defensivo, lo llevaron a ser transferido muy joven al AS Mónaco en la temporada 99-2000, donde consiguió aceptables actuaciones en el fútbol de ese país, ganando la liga francesa en el año 2000 al igual que la supercopa francesa ese mismo año.

### Racing Club (2001)
Todo marchaba bien, en su estadía a Europa, pero una falsificación de pasaporte comunitario, lo obligó a salir del AS Mónaco, donde jugó 34 partidos (26 por liga, 5 por UEFA Europa League y 3 por Champions, marcando un gol y dando una asistencia contra Galatasaray), para tener un breve paso en el 2001 por Racing Club donde solo jugó 8 partidos.

### Regreso a Europa (2001-2002)
Su pronto regreso a Europa se generó a mediados de 2001 cuando Celta de Vigo adquiere sus servicios por alrededor de 4,2 millones de dólares, rechazando la participación en la Copa América de 2001, disputada en Colombia, para prepararse bien en pretemporada. Al haber el problema de los cupos extranjeros sería cedido a Osasuna (equipo recién ascendido a la primera división española) para la temporada 2001-2002, en donde compartiría vestuario con un viejo conocido, Rafael Olarra. Su campaña fue muy buena: 31 partidos y un gol. Sería nuevamente cedido, ahora a Sporting Clube de Portugal para la temporada 2002-2003 (compartiendo vestuario con Cristiano Ronaldo), donde disputó 30 partidos y consiguió 2 tantos, además de dos partidos en competiciones europeas. A finales de temporada, ya nacionalizado español, volvería al Celta de Vigo, que venía de una gran temporada clasificándose a la Champions League.

### Celta de Vigo (2003-2007)
Pablo Contreras llegó a un gran equipo que demostró su gran nivel en Europa, jugando la Liga de Campeones de 2004, logrando una histórica clasificación a octavos de final cayendo contra el Arsenal inglés, aunque sería expulsado en la vuelta en Londres al minuto 74. En esta competición, jugó 7 partidos. Sin embargo el Celta descuidó la liga, e increíblemente perdió la categoría finalizando penúltimo entre 20 equipos. Pablo esa temporada jugó 6 partidos y marcó 1 gol.
Ya en Segunda división, Contreras se consolidó en la defensa de un Celta que debía cuanto antes salir del infierno, y se transformó en una pieza clave del ascenso del equipo esa misma temporada, en la que consiguió 1 gol en 33 partidos disputados.
De vuelta en primera en la temporada 2005-2006 siguió su consolidación en Europa, logrando un meritorio sexto lugar que lo llevó a la Copa UEFA esta temporada, aquí jugó 29 partidos y marcó 4 goles.
Al igual que en la anterior experiencia Europea el Celta hace una aceptable campaña (donde Contreras juega 5 partidos), incluso ganándose la capitanía. Sin embargo no pudo demostrar eso en la liga, donde agonizó hasta la última fecha pero cayó nuevamente al pozo de segunda división. En esta temporada Pablo jugó 30 partidos sin conseguir goles. La segunda parte del 2007 fue pésima para Contreras en el Celta, jugó casi nada y la confianza en el técnico había desaparecido. Además, el club sufría de problemas financieros que provocaron la rescisión de su contrato en enero de 2008, acabando así su etapa en el club. 
En su paso jugó un total de 119 partidos y marcó 7 goles, destacando su gol contra Real Madrid en el Santiago Bernabéu el 10 de septiembre de 2005 en la victoria 2-3 por parte del Celta.

### Sporting Braga (2007-2008)
Contreras regresó a Portugal después de cuatro años, uniéndose a Sporting Braga en un contrato por seis meses y jugando regularmente, ayudó a su equipo a terminar séptimo en la Primeira Liga 2007-08.

### PAOK Salónica (2008-2011)

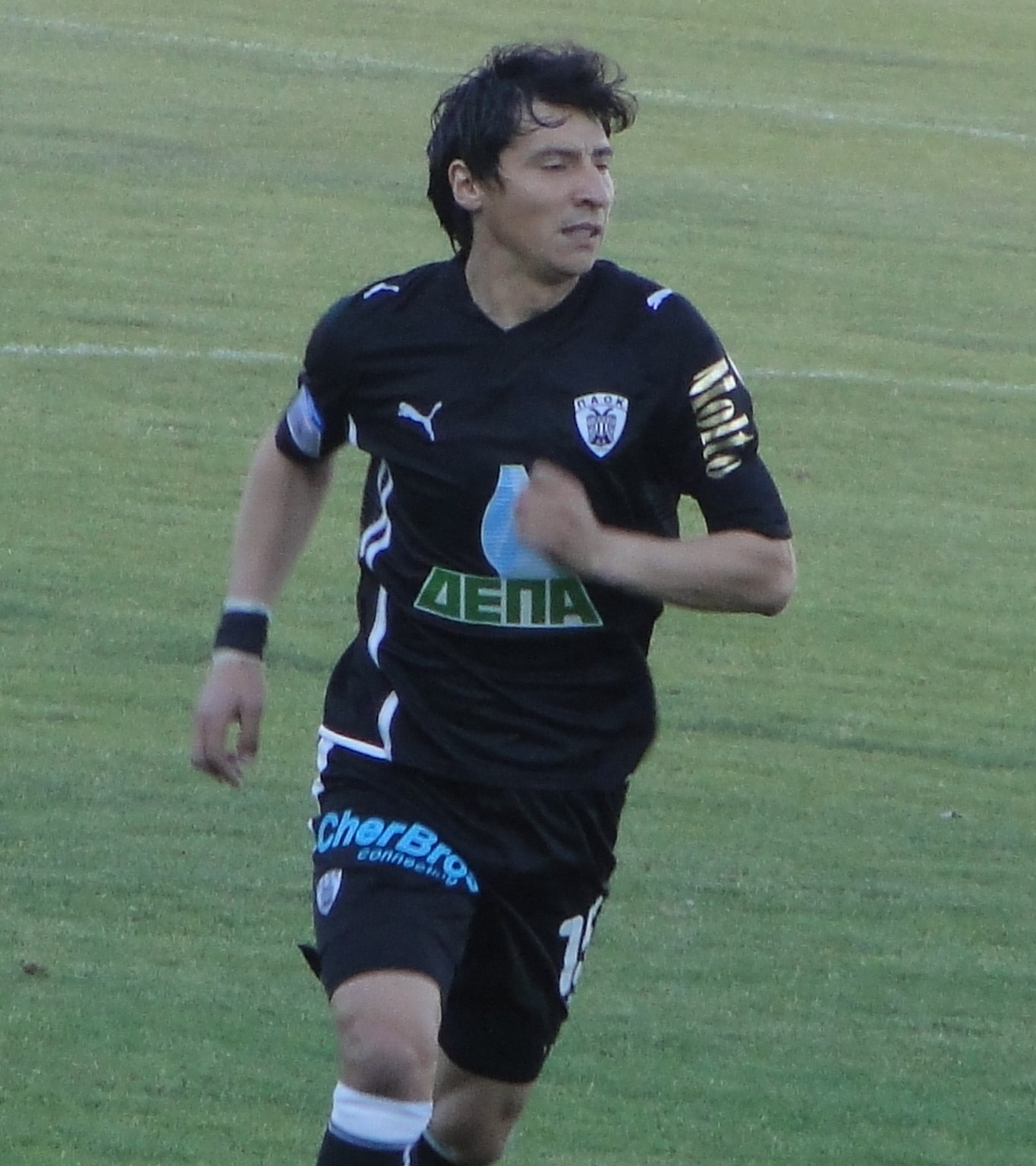
Contreras jugando por PAOK Salónica en 2010

En junio de 2008, Contreras acordó contrato por dos años con el club griego PAOK Salónica FC de Grecia, citando su confianza en su excompañero del Celta Zisis Vryzas - y el presidente del club Theodoros Zagorakis - como los principales factores para su movimiento, rechazó también la oportunidad de regresar a Colo-Colo, porque el club le ofreció un salario muy alto. Hizo su debut oficial para el equipo el 30 de agosto en una victoria por 2-0 sobre OFI Creta y su primer gol vino en una importante victoria en casa por 1-0 en el derbi contra Aris. El 24 de diciembre, se informó que Contreras se uniría al club italiano de la Serie A con Reggina Calcio durante fin de año, aunque el movimiento nunca se materializó. El 21 de febrero de 2009, marcó su segundo gol oficial con el PAOK contra otro derbi tradicional en Grecia, contra el Iraklis, que el PAOK ganó gracias a él. Fue ascendido a capitán del equipo en la temporada 2009-10, junto con Sérgio Conceição, que se retiró poco después.
A finales de enero de 2011, poco antes de un partido contra Aris, fue informado de la pérdida de su padre, pero optó por irse a su país solo después del partido. El 2 de enero de 2012, Contreras rescindió su contrato con PAOK.
En su paso jugó un total de 110 partidos y marcó 6 goles.

### Regreso a Colo-Colo (2012)
El 7 de enero de 2012, se confirmó que Contreras regresaba a Club Social y Deportivo Colo-Colo de Primera División de Chile después de varios rumores de una posible mudanza a Argentina, específicamente al Club Atlético Colón y también a otros clubes europeos y americanos. El 19 de enero hizo su debut extraoficial en la Copa Temuco 2012 contra Unión Temuco, donde jugó muy bien a pesar de una derrota por 2-1. Después de la pretemporada en Temuco, Contreras jugó bien para su equipo, ahora en la Noche Alba contra el equipo peruano Alianza Lima en el Estadio Monumental. El 29 de enero, Contreras jugó su primer partido competitivo de la temporada contra Deportes Iquique en un empate 0-0 en casa por la primera fecha del Apertura 2012, siendo así su primer partido oficial desde su regreso. Al instante se convirtió en un jugador irremplazable para el entrenador Ivo Basay, ayudando al equipo a ganar juegos importantes durante su mandato, por ejemplo contra Cobreloa en Calama y O'Higgins en la capital, convirtiéndose así en un nuevo defensa central para el equipo de Basay. El 14 de abril, su asistencia a Rodrigo Millar para el primer gol en el derbi contra Universidad Católica, rescató un empate 1-1 en el Estadio Monumental en el primer partido bajo el nuevo entrenador Luis Pérez después de la partida de Basay, quien abandonó el club después de una derrota por 4-2 ante Unión Española. Después de que Esteban Paredes se fue Atlante de México, Pablo se convirtió en el capitán de Colo-Colo debido a su experiencia y permanencia en el cargo.

### Olympiakos (2012-2013)
Tras ofertas y contraofertas, el 13 de agosto de 2012 se confirma su traspaso al Olympiakos de Grecia, equipo con el cual tiene una gran temporada, llegando a ser su capitán y logrando el título a 5 fechas de finalizado el torneo. Su vuelta al máximo torneo de clubes europeo queda pavimentado.

### Melbourne Victory (2013-2014)

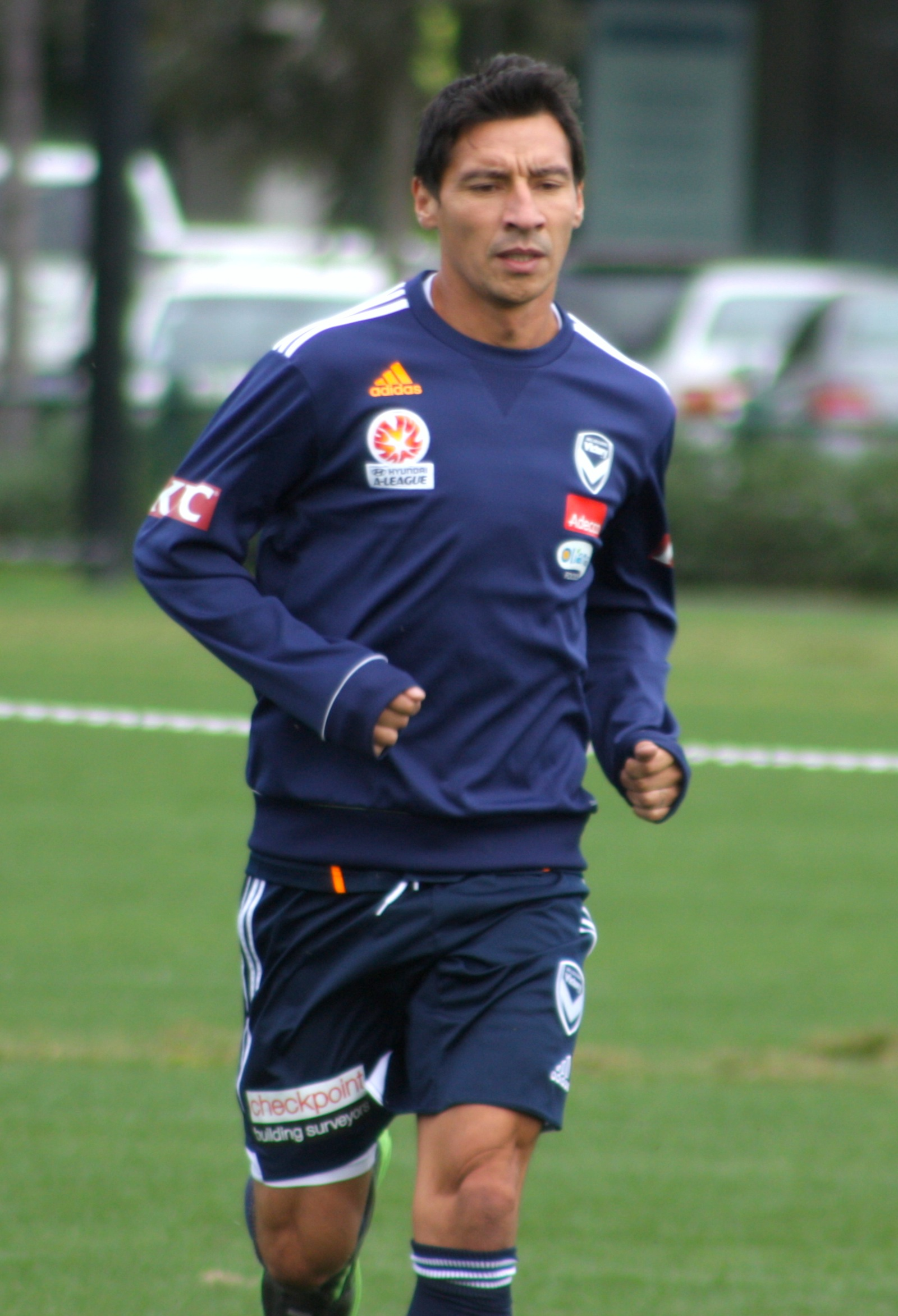
Pablo Contreras con el buzo de entrenamiento del Melbourne Victory, el último club de su carrera

Tras algunos problemas con el entrenador en ese tiempo de Olypiakos, Míchel González, el 22 de septiembre de 2013 se confirmó que Contreras firmó para el club australiano Melbourne Victory. Contreras hizo su debut en la Copa de Australia contra el Melbourne Heart, jugando los 90 minutos completos. Sin embargo, fue suspendido después del partido por dos fechas debido a un incidente fuera de juego en el que bloqueó a un oponente en el partido.
En enero de 2014, Contreras anunció en una radio chilena que se retiraría al final de la temporada. Las buenas actuaciones cerca del final de la temporada, sin embargo, provocaron especulaciones de que Contreras podría jugar con la Victoria para la temporada 2014-15, aunque con salarios reducidos. Poco después de la derrota de Melbourne Victory contra los eventuales campeones de A-League, Brisbane Roar confirmó su retiro.
Años más tarde, en una entrevista, confirmaría que su retiro fue debido a la no convocatoria por parte de Jorge Sampaoli a la Copa del Mundo de 2014.

## Vida personal
Contreras se casaría en 2002 con Loreto Rodríguez. Con ella tendría tres hijos: Vicente, Matías y Santiago, nacidos en 2003, 2006 y 2013 respectivamente. 
En septiembre de 2015, jugando showball en Bolivia sufriría un desmayo, siendo atendido rápidamente por Pedro Higa, exportero boliviano que se encontraba disputando ese mismo partido. Más tarde lo llevarían al hospital donde se recuperaría.

## Selección nacional
Empezaría desde una temprana edad a representar a la selección, destacando su participación en el Campeonato Sudamericano Sub-17 de 1995 disputado en Perú, jugando de delantero. Sus momentos de gloria los vivió con el seleccionado sub-23, ya que se clasificaron a los juegos olímpicos de Sídney de 2000, de manera dramática e increíble (Contreras fue destacado por los medios y por los organizadores, como el mejor defensa de tal torneo), y luego en la cita olímpica obtener Medalla de Bronce tras superar a Estados Unidos. En ese equipo figuraban nombres como el Rafa Olarra, David Pizarro, Rodrigo Tello, Claudio Maldonado y Reinaldo Navia, además de los experimentados Nelson Tapia, Pedro Reyes e Iván Zamorano.
Selección Absoluta
Debutó por La Roja el 17 de febrero de 1999, en un partido con Guatemala. Participó en las Copa América de 1999, en donde Chile consiguió el 4.º lugar. Por eliminatorias, participó en las de Corea-Japón 2002 y Alemania 2006, en donde su selección no clasificó a ambos mundiales.
Fue castigado por la ANFP con 20 partidos de suspensión para vestir la camiseta de la selección adulta, por un escándalo en la concentración mientras se disputaba la Copa América 2007 de Venezuela conocido como "Puerto Ordazo", en donde participarían varios jugadores del plantel, destacando a Jorge Valdivia y Rodrigo Tello, entre otros. Apeló y consiguió una reducción a tan solo 10 partidos de suspensión. Luego de haber cumplido el castigo, el director Técnico de la Selección Chilena en ese momento, Marcelo Bielsa, nomina nuevamente a Pablo para jugar algunos partidos amistosos y disputar partidos de las clasificatorias rumbo a la Copa Mundial de Fútbol de 2010, en donde nuevamente se transforma en pieza clave de la defensa nacional.
Tras la salida de Marcelo Bielsa, la llegada de Claudio Borghi no le impidió ser titular en la selección chilena, siendo titular en la Copa América 2011, donde Chile llegó hasta cuartos de final, donde fue eliminado por Venezuela. Luego, en la eliminatoria para la Copa Mundial de Brasil 2014 fue titular en varios partidos, tras la marginación de Gonzalo Jara y Waldo Ponce. En la cuarta fecha eliminatoria, Pablo anotó el primer gol de Chile contra Paraguay. Su último partido fue ante Ecuador, en la derrota por 3-1 el 12 de octubre de 2012. En aquel partido, Pablo al igual que sus compañeros, tuvo un mal rendimiento, que le costaría pues fue expulsado en el minuto 53, tras barrer a un jugador ecuatoriano en el área. Aquella jugada provocó un penal en contra, que chutó Felipe Caicedo 3 minutos después para el 2-1 parcial. Hasta 2014 se mantuvo en duda su regreso a la Roja, que nunca sucedió.
En la Selección ha participado en 67 partidos, 59 desde el primer minuto, convirtiendo 2 goles (el primero en un amistoso contra Costa Rica el 30 de abril de 2003 y el segundo contra Paraguay en las clasificatorias al Mundial de 2014 el 15 de noviembre de 2011).

#### Participaciones en Juegos Olímpicos
| Torneo                          | Sede      | Resultado         |
| ------------------------------- | --------- | ----------------- |
| Juegos Olímpicos de Sídney 2000 | Australia | Medalla de Bronce |

#### Participaciones en Copa América
| Torneo            | Sede      | Resultado        | PJ | Goles |
| ----------------- | --------- | ---------------- | -- | ----- |
| Copa América 1999 | Paraguay  | Cuarto lugar     | 2  | 0     |
| Copa América 2007 | Venezuela | Cuartos de final | 4  | 0     |
| Copa América 2011 | Argentina | Cuartos de final | 4  | 0     |

#### Participaciones en Copas del Mundo
| Mundial      | Sede      | Resultado        | Partidos | Goles |
| ------------ | --------- | ---------------- | -------- | ----- |
| Mundial 2010 | Sudáfrica | Octavos de final | 2        | 0     |

#### Participaciones en Clasificatorias a Copas del Mundo
| Torneo                         | Sede          | Resultado | PJ | Goles |
| ------------------------------ | ------------- | --------- | -- | ----- |
| Eliminatorias Corea-Japón 2002 | Corea del Sur | 10° Lugar | 5  | 0     |
| Eliminatorias Alemania 2006    | Alemania      | 7° Lugar  | 10 | 0     |
| Eliminatorias Sudáfrica 2010   | Sudáfrica     | 2° Lugar  | 6  | 0     |
| Eliminatorias Brasil 2014      | Brasil        | 3° Lugar  | 5  | 1     |

### Partidos internacionales
Actualizado hasta el 12 de octubre de 2012.
| Partidos internacionales | Partidos internacionales | Partidos internacionales                                       | Partidos internacionales | Partidos internacionales | Partidos internacionales | Partidos internacionales | Partidos internacionales           |
| N.º                      | Fecha                    | Estadio                                                        | Local                    | Resultado                | Visitante                | Goles                    | Competición                        |
| ------------------------ | ------------------------ | -------------------------------------------------------------- | ------------------------ | ------------------------ | ------------------------ | ------------------------ | ---------------------------------- |
| 1                        | 17 de febrero de 1999    | Estadio Mateo Flores, Ciudad de Guatemala, Guatemala           | Guatemala                | 1-1                      | Chile                    |                          | Amistoso                           |
| 2                        | 21 de febrero de 1999    | Lockhart Stadium, Fort Lauderdale, Estados Unidos              | Estados Unidos           | 2-1                      | Chile                    |                          | Amistoso                           |
| 3                        | 28 de abril de 1999      | Estadio Félix Capriles, Cochabamba, Bolivia                    | Bolivia                  | 1-1                      | Chile                    |                          | Amistoso                           |
| 4                        | 29 de mayo de 1999       | Estadio Ester Roa Rebolledo, Concepción, Chile                 | Chile                    | 3-0                      | Costa Rica               |                          | Amistoso                           |
| 5                        | 6 de julio de 1999       | Estadio Antonio Aranda, Ciudad del Este, Paraguay              | Brasil                   | 1-0                      | Chile                    |                          | Copa América 1999                  |
| 6                        | 17 de julio de 1999      | Estadio Defensores del Chaco, Asunción, Paraguay               | Chile                    | 1-2                      | México                   |                          | Copa América 1999                  |
| 7                        | 29 de marzo de 2000      | Estadio Antonio Vespucio Liberti, Buenos Aires, Argentina      | Argentina                | 4-1                      | Chile                    |                          | Clasificatorias a Corea-Japón 2002 |
| 8                        | 2 de septiembre de 2000  | Estadio Nacional Julio Martínez Pradanos, Santiago, Chile      | Chile                    | 0-1                      | Colombia                 |                          | Clasificatorias a Corea-Japón 2002 |
| 9                        | 8 de octubre de 2000     | Estadio Olímpico Atahualpa, Quito, Ecuador                     | Ecuador                  | 1-0                      | Chile                    |                          | Clasificatorias a Corea-Japón 2002 |
| 10                       | 15 de noviembre de 2000  | Estadio Nacional Julio Martínez Pradanos, Santiago, Chile      | Chile                    | 0-2                      | Argentina                |                          | Clasificatorias a Corea-Japón 2002 |
| 11                       | 24 de abril de 2001      | Estadio Nacional Julio Martínez Pradanos, Santiago, Chile      | Chile                    | 0-1                      | Uruguay                  |                          | Clasificatorias a Corea-Japón 2002 |
| 12                       | 2 de junio de 2001       | Estadio Defensores del Chaco, Asunción, Paraguay               | Paraguay                 | 1-0                      | Chile                    |                          | Clasificatorias a Corea-Japón 2002 |
| 13                       | 17 de abril de 2002      | Parkstad Limburg Stadion, Kerkrade, Países Bajos               | Turquía                  | 1-0                      | Chile                    |                          | Amistoso                           |
| 14                       | 30 de marzo de 2003      | Estadio Nacional Julio Martínez Pradanos, Santiago, Chile      | Chile                    | 2-0                      | Perú                     |                          | Copa del Pacífico 2003             |
| 15                       | 2 de abril de 2003       | Estadio Nacional de Lima, Lima, Perú                           | Perú                     | 3-0                      | Chile                    |                          | Copa del Pacífico 2003             |
| 16                       | 30 de abril de 2003      | Estadio Nacional Julio Martínez Pradanos, Santiago, Chile      | Chile                    | 1-0                      | Costa Rica               | Anotado                  | Amistoso                           |
| 17                       | 8 de junio de 2003       | Estadio Ricardo Saprissa, San José, Costa Rica                 | Costa Rica               | 1-0                      | Chile                    |                          | Amistoso                           |
| 18                       | 11 de junio de 2003      | Estadio Olímpico Metropolitano, San Pedro Sula, Honduras       | Honduras                 | 1-2                      | Chile                    |                          | Amistoso                           |
| 19                       | 6 de septiembre de 2003  | Estadio Antonio Vespucio Liberti, Buenos Aires, Argentina      | Argentina                | 2-2                      | Chile                    |                          | Clasificatorias a Alemania 2006    |
| 20                       | 9 de septiembre de 2003  | Estadio Nacional Julio Martínez Pradanos, Santiago, Chile      | Chile                    | 2-1                      | Perú                     |                          | Clasificatorias a Alemania 2006    |
| 21                       | 18 de noviembre de 2003  | Estadio Nacional Julio Martínez Pradanos, Santiago, Chile      | Chile                    | 0-1                      | Paraguay                 |                          | Clasificatorias a Alemania 2006    |
| 22                       | 29 de abril de 2004      | Estadio Regional Calvo y Bascuñán, Antofagasta, Chile          | Chile                    | 1-1                      | Perú                     |                          | Amistoso                           |
| 23                       | 10 de octubre de 2004    | Estadio Olímpico Atahualpa, Quito, Ecuador                     | Ecuador                  | 2-0                      | Chile                    |                          | Clasificatorias a Alemania 2006    |
| 24                       | 13 de octubre de 2004    | Estadio Nacional Julio Martínez Pradanos, Santiago, Chile      | Chile                    | 0-0                      | Argentina                |                          | Clasificatorias a Alemania 2006    |
| 25                       | 17 de noviembre de 2004  | Estadio Nacional de Lima, Lima, Perú                           | Perú                     | 2-1                      | Chile                    |                          | Clasificatorias a Alemania 2006    |
| 26                       | 9 de febrero de 2005     | Estadio Sausalito, Viña del Mar, Chile                         | Chile                    | 3-0                      | Ecuador                  |                          | Amistoso                           |
| 27                       | 26 de marzo de 2005      | Estadio Nacional Julio Martínez Pradanos, Santiago, Chile      | Chile                    | 1-1                      | Uruguay                  |                          | Clasificatorias a Alemania 2006    |
| 28                       | 8 de junio de 2005       | Estadio Nacional Julio Martínez Pradanos, Santiago, Chile      | Chile                    | 2-1                      | Venezuela                |                          | Clasificatorias a Alemania 2006    |
| 29                       | 4 de septiembre de 2005  | Estadio Mané Garrincha, Brasilia, Brasil                       | Brasil                   | 5-0                      | Chile                    |                          | Clasificatorias a Alemania 2006    |
| 30                       | 8 de octubre de 2005     | Estadio Metropolitano Roberto Meléndez, Barranquilla, Colombia | Colombia                 | 1-1                      | Chile                    |                          | Clasificatorias a Alemania 2006    |
| 31                       | 24 de mayo de 2006       | Lansdowne Road, Dublín, Chile                                  | Irlanda                  | 0-1                      | Chile                    |                          | Amistoso                           |
| 32                       | 30 de mayo de 2006       | Stade Municipal, Vittel, Francia                               | Chile                    | 1-1                      | Costa de Marfil          |                          | Amistoso                           |
| 33                       | 2 de junio de 2006       | Estadio Råsunda, Estocolmo, Suecia                             | Suecia                   | 1-1                      | Chile                    |                          | Amistoso                           |
| 34                       | 7 de octubre de 2006     | Estadio Sausalito, Viña del Mar, Chile                         | Chile                    | 3-2                      | Perú                     |                          | Copa del Pacífico 2006             |
| 35                       | 11 de octubre de 2006    | Estadio Jorge Basadre, Tacna, Perú                             | Perú                     | 0-1                      | Chile                    |                          | Copa del Pacífico 2006             |
| 36                       | 7 de febrero de 2007     | Estadio José Encarnación Romero, Maracaibo, Venezuela          | Venezuela                | 0-1                      | Chile                    |                          | Amistoso                           |
| 37                       | 2 de junio de 2007       | Estadio Ricardo Saprissa, San José, Costa Rica                 | Costa Rica               | 2-0                      | Chile                    |                          | Amistoso                           |
| 38                       | 28 de junio de 2007      | Estadio Cachamay, Puerto Ordaz, Venezuela                      | Ecuador                  | 2-3                      | Chile                    |                          | Copa América 2007                  |
| 39                       | 1 de julio de 2007       | Estadio Monumental, Maturín, Venezuela                         | Brasil                   | 3-0                      | Chile                    |                          | Copa América 2007                  |
| 40                       | 4 de julio de 2007       | Estadio José Antonio Anzoátegui, Puerto La Cruz, Venezuela     | México                   | 0-0                      | Chile                    |                          | Copa América 2007                  |
| 41                       | 7 de julio de 2007       | Estadio José Antonio Anzoátegui, Puerto La Cruz, Venezuela     | Chile                    | 1-6                      | Brasil                   |                          | Copa América 2007                  |
| 42                       | 20 de agosto de 2008     | Estadio İsmetpaşa, İzmit, Turquía                              | Turquía                  | 1-0                      | Chile                    |                          | Amistoso                           |
| 43                       | 10 de septiembre de 2008 | Estadio Nacional Julio Martínez Prádanos, Santiago, Chile      | Chile                    | 4-0                      | Colombia                 |                          | Clasificatorias a Sudáfrica 2010   |
| 44                       | 12 de octubre de 2008    | Estadio Olímpico Atahualpa, Quito, Ecuador                     | Ecuador                  | 1-0                      | Chile                    |                          | Clasificatorias a Sudáfrica 2010   |
| 45                       | 15 de octubre de 2008    | Estadio Nacional Julio Martínez Pradanos, Santiago, Chile      | Chile                    | 1-0                      | Argentina                |                          | Clasificatorias a Sudáfrica 2010   |
| 46                       | 29 de marzo de 2009      | Estadio Monumental, Lima, Perú                                 | Perú                     | 1-3                      | Chile                    |                          | Clasificatorias a Sudáfrica 2010   |
| 47                       | 1 de abril de 2009       | Estadio Nacional Julio Martínez Prádanos, Santiago, Chile      | Chile                    | 0-0                      | Uruguay                  |                          | Clasificatorias a Sudáfrica 2010   |
| 48                       | 4 de noviembre de 2009   | Estadio CAP, Talcahuano, Chile                                 | Chile                    | 2-1                      | Paraguay                 |                          | Amistoso                           |
| 49                       | 17 de noviembre de 2009  | Štadión pod Dubňom, Žilina, Eslovaquia                         | Eslovaquia               | 1-2                      | Chile                    |                          | Amistoso                           |
| 50                       | 26 de mayo de 2010       | Estadio Municipal de Calama, Calama, Chile                     | Chile                    | 3-0                      | Zambia                   |                          | Amistoso                           |
| 51                       | 31 de mayo de 2010       | Estadio Bicentenario Municipal Nelson Oyarzún, Chillán, Chile  | Chile                    | 1-0                      | Irlanda del Norte        |                          | Amistoso                           |
| 52                       | 16 de junio de 2010      | Estadio Mbombela, Nelspruit, Sudáfrica                         | Chile                    | 1-0                      | Honduras                 |                          | Copa Mundial de Fútbol 2010        |
| 53                       | 28 de junio de 2010      | Estadio Ellis Park, Johannesburgo, Sudáfrica                   | Brasil                   | 3-0                      | Chile                    |                          | Copa Mundial de Fútbol 2010        |
| 54                       | 26 de marzo de 2011      | Estádio Dr. Magalhães Pessoa, Leiría, Portugal                 | Portugal                 | 1-1                      | Chile                    |                          | Amistoso                           |
| 55                       | 29 de marzo de 2011      | Kyocera Stadion, La Haya, Países Bajos                         | Chile                    | 2-0                      | Colombia                 |                          | Amistoso                           |
| 56                       | 19 de junio de 2011      | Estadio Monumental, Santiago, Chile                            | Chile                    | 4-0                      | Estonia                  |                          | Amistoso                           |
| 57                       | 23 de junio de 2011      | Estadio Defensores del Chaco, Asunción, Paraguay               | Paraguay                 | 0-0                      | Chile                    |                          | Amistoso                           |
| 58                       | 4 de julio de 2011       | Estadio San Juan del Bicentenario, San Juan, Argentina         | Chile                    | 2-1                      | México                   |                          | Copa América 2011                  |
| 59                       | 8 de julio de 2011       | Estadio Malvinas Argentinas, Mendoza, Argentina                | Chile                    | 1-1                      | Uruguay                  |                          | Copa América 2011                  |
| 60                       | 17 de julio de 2011      | Estadio San Juan del Bicentenario, San Juan, Argentina         | Chile                    | 1-2                      | Venezuela                |                          | Copa América 2011                  |
| 61                       | 10 de agosto de 2011     | Stade de la Mosson, Montpellier, Francia                       | Francia                  | 1-1                      | Chile                    |                          | Amistoso                           |
| 62                       | 2 de septiembre de 2011  | AFG Arena, San Galo, Suiza                                     | España                   | 3-2                      | Chile                    |                          | Amistoso                           |
| 63                       | 11 de noviembre de 2011  | Estadio Centenario, Montevideo, Uruguay                        | Uruguay                  | 4-0                      | Chile                    |                          | Clasificatorias a Brasil 2014      |
| 64                       | 15 de noviembre de 2011  | Estadio Nacional, Santiago, Chile                              | Chile                    | 2-0                      | Paraguay                 | Anotado                  | Clasificatorias a Brasil 2014      |
| 65                       | 2 de junio de 2012       | Estadio Hernando Siles, La Paz, Bolivia                        | Bolivia                  | 0-2                      | Chile                    |                          | Clasificatorias a Brasil 2014      |
| 66                       | 9 de junio de 2012       | Estadio José Antonio Anzoátegui, Puerto La Cruz, Venezuela     | Venezuela                | 0-2                      | Chile                    |                          | Clasificatorias a Brasil 2014      |
| 67                       | 12 de octubre de 2012    | Estadio Olímpico Atahualpa, Quito, Ecuador                     | Ecuador                  | 3-1                      | Chile                    |                          | Clasificatorias a Brasil 2014      |
| Total                    |                          |                                                                | Presencias               | 67                       | Goles                    | 2                        |                                    |

| Selección chilena | Selección chilena | Selección chilena |
| Año               | Partidos          | Goles             |
| ----------------- | ----------------- | ----------------- |
| 1999              | 6                 | 0                 |
| 2000              | 4                 | 0                 |
| 2001              | 2                 | 0                 |
| 2002              | 1                 | 0                 |
| 2003              | 8                 | 1                 |
| 2004              | 4                 | 0                 |
| 2005              | 5                 | 0                 |
| 2006              | 5                 | 0                 |
| 2007              | 6                 | 0                 |
| 2008              | 4                 | 0                 |
| 2009              | 4                 | 0                 |
| 2010              | 4                 | 0                 |
| 2011              | 11                | 1                 |
| 2012              | 3                 | 0                 |
| Total             | 67                | 2                 |

#### Goles con la selección nacional
Actualizado hasta el 15 de noviembre de 2011.
| 1 | 30 de abril de 2003     | Estadio Nacional Julio Martínez Pradanos, Santiago, Chile | Costa Rica | 1 – 0 | 1 – 0 | Amistoso                      |
| 2 | 15 de noviembre de 2011 | Estadio Nacional, Santiago, Chile                         | Paraguay   | 1 – 0 | 2 – 0 | Clasificatorias a Brasil 2014 |

## Participaciones internacionales
| Club                        | Competencia                   | Resultado              |
| --------------------------- | ----------------------------- | ---------------------- |
| A. S. Mónaco Francia        | Copa UEFA 1999-2000           | Octavos de final       |
| A. S. Mónaco Francia        | UEFA Champions League 2000-01 | Fase de grupos         |
| Sporting de Lisboa Portugal | UEFA Champions League 2002-03 | Tercera ronda          |
| Sporting de Lisboa Portugal | Copa UEFA 2002-03             | Primera ronda          |
| Celta de Vigo España        | UEFA Champions League 2003-04 | Octavos de final       |
| Celta de Vigo España        | Copa UEFA 2006-07             | Octavos de final       |
| Sporting de Braga Portugal  | Copa UEFA 2007-08             | Dieciseisavos de final |
| PAOK de Salónica Grecia     | UEFA Champions League 2010-11 | Tercera ronda          |
| PAOK de Salónica Grecia     | Europa League 2010-11         | Dieciseisavos de final |
| PAOK de Salónica Grecia     | Europa League 2011-12         | Dieciseisavos de final |
| Olympiacos Grecia           | UEFA Champions League 2012-13 | Fase de grupos         |
| Olympiacos Grecia           | Europa League 2012-13         | Dieciseisavos de final |
| Melbourne Victory Australia | AFC Champions League 2014     | Fase de grupos         |

## Estadísticas
| Club                        | Div.                | Temporada           | Liga  | Liga  | Copas nacionales | Copas nacionales | Torneos internacionales | Torneos internacionales | Total | Total |
| Club                        | Div.                | Temporada           | Part. | Goles | Part.            | Goles            | Part.                   | Goles                   | Part. | Goles |
| --------------------------- | ------------------- | ------------------- | ----- | ----- | ---------------- | ---------------- | ----------------------- | ----------------------- | ----- | ----- |
| Colo-Colo · Chile           | 1.ª                 | 1997                | 1     | 0     | —                | —                | —                       | —                       | 1     | 0     |
| Colo-Colo · Chile           | 1.ª                 | 1998                | 23    | 1     | 3                | 0                | 5                       | 0                       | 31    | 1     |
| Colo-Colo · Chile           | 1.ª                 | 1999                | 12    | 1     | —                | —                | 8                       | 0                       | 20    | 1     |
| A.S. Mónaco Francia         | 1.ª                 | 1999-00             | 17    | 0     | 2                | 0                | 5                       | 0                       | 24    | 0     |
| A.S. Mónaco Francia         | 1.ª                 | 2000-01             | 9     | 0     | 1                | 0                | 3                       | 1                       | 13    | 1     |
| A.S. Mónaco Francia         | Total               | Total               | 26    | 0     | 3                | 0                | 8                       | 1                       | 37    | 1     |
| Racing Club Argentina       | 1.ª                 | 2000-01             | 8     | 0     | —                | —                | —                       | —                       | 8     | 0     |
| Racing Club Argentina       | Total               | Total               | 8     | 0     | 0                | 0                | 0                       | 0                       | 8     | 0     |
| C.A. Osasuna · España       | 1.ª                 | 2001-02             | 31    | 1     | —                | —                | —                       | —                       | 31    | 1     |
| C.A. Osasuna · España       | Total               | Total               | 31    | 1     | 0                | 0                | 0                       | 0                       | 31    | 1     |
| Sporting de Lisboa Portugal | 1.ª                 | 2002-03             | 30    | 2     | 5                | 0                | 3                       | 1                       | 38    | 3     |
| Sporting de Lisboa Portugal | Total               | Total               | 30    | 2     | 5                | 0                | 3                       | 1                       | 38    | 3     |
| Celta de Vigo · España      | 1.ª                 | 2003-04             | 6     | 1     | —                | —                | 7                       | 0                       | 14    | 1     |
| Celta de Vigo · España      | 2.ª                 | 2004-05             | 33    | 1     | 1                | 1                | —                       | —                       | 34    | 2     |
| Celta de Vigo · España      | 1.ª                 | 2005-06             | 29    | 4     | 2                | 0                | —                       | —                       | 31    | 4     |
| Celta de Vigo · España      | 1.ª                 | 2006-07             | 30    | 0     | 2                | 0                | 5                       | 0                       | 37    | 0     |
| Celta de Vigo · España      | 2.ª                 | 2007-08             | 3     | 0     | 0                | 0                | —                       | —                       | 3     | 0     |
| Celta de Vigo · España      | Total               | Total               | 101   | 6     | 5                | 1                | 12                      | 0                       | 119   | 7     |
| Sporting de Braga Portugal  | 1.ª                 | 2007-08             | 13    | 0     | —                | —                | 1                       | 0                       | 14    | 0     |
| Sporting de Braga Portugal  | Total               | Total               | 13    | 0     | 0                | --               | 1                       | 0                       | 14    | 0     |
| PAOK Salónica F.C. · Grecia | 1.ª                 | 2008-09             | 28    | 2     | 2                | 0                | —                       | —                       | 30    | 2     |
| PAOK Salónica F.C. · Grecia | 1.ª                 | 2009-10             | 23    | 1     | 3                | 0                | —                       | —                       | 26    | 1     |
| PAOK Salónica F.C. · Grecia | 1.ª                 | 2010-11             | 27    | 3     | 5                | 0                | 11                      | 0                       | 43    | 3     |
| PAOK Salónica F.C. · Grecia | 1.ª                 | 2011-12             | 6     | 0     | —                | —                | 5                       | 0                       | 11    | 0     |
| PAOK Salónica F.C. · Grecia | Total               | Total               | 84    | 6     | 10               | 0                | 16                      | 0                       | 110   | 6     |
| Colo-Colo · Chile           | 1.ª                 | 2012                | 16    | 0     | —                | —                | —                       | —                       | 16    | 0     |
| Colo-Colo · Chile           | Total               | Total               | 52    | 2     | 3                | 0                | 13                      | 0                       | 68    | 2     |
| Olimpiakos F.C. · Grecia    | 1.ª                 | 2012-13             | 17    | 1     | 4                | 0                | 6                       | 0                       | 28    | 1     |
| Olimpiakos F.C. · Grecia    | Total               | Total               | 17    | 1     | 4                | 0                | 6                       | 0                       | 28    | 1     |
| Melbourne F.C. Australia    | 1.ª                 | 2013-14             | 18    | 0     | 2                | 0                | 4                       | 1                       | 24    | 1     |
| Melbourne F.C. Australia    | Total               | Total               | 18    | 0     | 2                | 0                | 4                       | 1                       | 24    | 1     |
| Total de su carrera         | Total de su carrera | Total de su carrera | 380   | 18    | 33               | 1                | 63                      | 3                       | 476   | 22    |
| 1. 2.                       |                     |                     |       |       |                  |                  |                         |                         |       |       |

## Palmarés

### Campeonatos nacionales
| Título                | Club                   | País     | Año     |
| --------------------- | ---------------------- | -------- | ------- |
| Primera División      | Colo-Colo              | Chile    | 1997    |
| Primera División      | Colo-Colo              | Chile    | 1998    |
| Ligue 1               | AS Monaco              | Francia  | 1999-00 |
| Supercopa de Francia  | AS Monaco              | Francia  | 2000    |
| Supercopa de Portugal | Sporting Lisboa        | Portugal | 2002    |
| Copa de Grecia        | Olympiacos Fútbol Club | Grecia   | 2012-13 |
| Super League          | Olympiacos Fútbol Club | Grecia   | 2012-13 |

### Campeonatos internacionales
| Título           | Equipo (*)        | País  | Año  |
| ---------------- | ----------------- | ----- | ---- |
| Juegos Olímpicos | Selección Chilena | Chile | 2000 |

### Distinciones individuales
| Distinción           | Año  |
| -------------------- | ---- |
| Medalla Bicentenario | 2010 |

### Capitán de Colo-Colo
| Predecesor: Esteban Paredes | Capitán de Colo-Colo 2012 | Sucesor: Luis Mena |